# Judäo-Georgisch

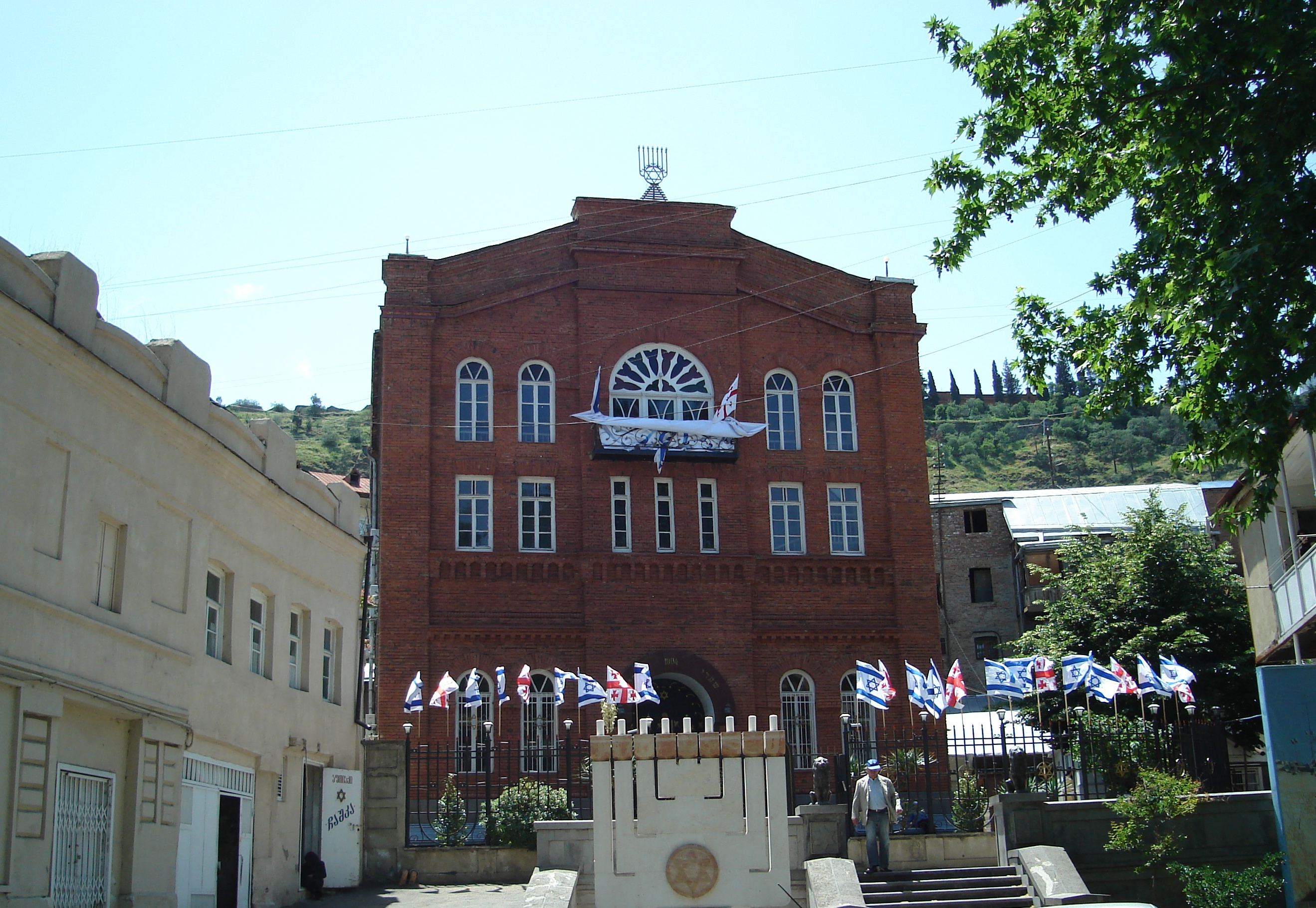
Synagoge in Tiflis

Judäo-Georgisch, Gruzinisch oder Qiwruli (georgisch ყივრული) ist die traditionelle Sprache der georgischen Juden. Sie ist die einzige südkaukasisch-jüdische Sprache. Ihr Status als Minderheitssprache in Georgien ist Thema vieler Debatten.
Die Sprache enthält eine Vielzahl hebräischer und aramäischer Lehnwörter, kann aber von Personen, die Georgisch sprechen, noch recht gut verstanden werden.

## Globale Verbreitung
Judäo-Georgisch wird noch von etwa 60.000 bis 79.800 Personen gesprochen, davon
- ca. 20.000 in Georgien (Stand 1995)
- 59.800 Personen in Israel (Stand  2000)
- ca. 4.000 in New York City
- und von kleinen Gruppen in Belgien, Russland, USA (außer New York City) und Kanada.

## Status
Judäo-Georgisch ist akut vom Aussterben bedroht, besonders in Israel, da viele Jugendliche und Kinder Neu-Hebräisch als Erstsprache lernen. Die Sprache hat in Georgien keinen offiziellen Status. Außerdem schrumpft durch die Abwanderung der Gemeinschaft ihre Sprecherzahl in Georgien immer weiter.